# Premiul Bram Stoker pentru cel mai bun scenariu
Premiul Bram Stoker pentru cel mai bun scenariu  (Bram Stoker Award for Best Screenplay) este un premiu anual acordat de Horror Writers Association (HWA) pentru cel mai bun scenariu de fantezie întunecată și literatură de groază. Această categorie a existat între 1998 și 2004. A fost reintrodusă în 2011.

## Câștigători și nominalizări
Următoarea este o listă de câștigători și nominalizări ale premiului Bram Stoker pentru cel mai bun scenariu.
- 1998: Dark City de  Alex Proyas / Gods and Monsters de  Bill Condon (împărțit)[4]
  - Fallen de  Nicholas Kazan
  - Millennium (Episodul: "Somehow, Satan Got Behind Me") de Darin Morgan
- 1999: The Sixth Sense de  M. Night Shyamalan[4]
  - The Blair Witch Project de  Daniel Myrick și Eduardo Sánchez
  - Buffy the Vampire Slayer (Episodul: "Hush") de Joss Whedon
  - The Green Mile de  Frank Darabont
- 2000: Shadow of the Vampire de  Steven Katz[4]
  - The Cell de  Mark Protosevich
  - Pitch Black de  David Twohy, Ken Wheat și Jim Wheat
  - Requiem for a Dream de  Darren Aronofsky și Hubert Selby Jr.
  - Unbreakable de  M. Night Shyamalan
- 2001: Memento de  Christopher Nolan și Jonathan Nolan[4]
  - From Hell de  Terry Hayes și Rafael Yglesias (pe baza romanului grafic de Alan Moore și Eddie Campbell)
  - The Lord of the Rings: The Fellowship of the Ring de  Philippa Boyens, Peter Jackson, și Fran Walsh (bazat pe un  roman de J. R. R. Tolkien)
  - The Others de  Alejandro Amenábar
- 2002: Frailty de  Brent Hanley[4]
  - Minority Report de  Scott Frank și Jon Cohen (bazat pe o povestire de Philip K. Dick)
  - The Ring de  Ehren Kruger (bazat pe un roman de Koji Suzuki și film by Hiroshi Takahashi)
  - Signs de  M. Night Shyamalan
- 2003: Bubba Ho-Tep de  Don Coscarelli[4]
  - Identity de  Michael Cooney
  - Pirates of the Caribbean: The Curse of the Black Pearl de  Ted Elliott și Terry Rossio
- 2004: Eternal Sunshine of the Spotless Mind de  Charlie Kaufman, Michel Gondry și Pierre Bismuth / Shaun of the Dead de  Simon Pegg și Edgar Wright (împărțit)[4]
  - Dawn of the Dead de  James Gunn
  - Hellboy de  Guillermo del Toro
- 2011: American Horror Story (Episodul: "Afterbirth") de Jessica Sharzer[4]
  - The Adjustment Bureau de  George Nolfi
  - Priest de  Cory Goodman
  - True Blood (Episodul: "Spellbound") by Alan Ball
  - The Walking Dead (Episodul: "Pretty Much Dead Already") de Scott M. Gimple
  - The Walking Dead (Episodul: "Save the Last One") de Scott M. Gimple
- 2012: The Cabin in the Woods de  Joss Whedon și Drew Goddard[4]
  - American Horror Story (Episodul: "Dark Cousin") by Tim Minear
  - The Hunger Games de  Gary Ross, Suzanne Collins  și Billy Ray
  - The Walking Dead (Episodul: "Killer Within") de Sang Kyu Kim
  - The Woman in Black de  Jane Goldman
- 2013: The Walking Dead (Episodul: "Welcome to the Tombs") de Glen Mazzara[5]
  - American Horror Story: Asylum (Episodul: "Spilt Milk") de Brad Falchuk
  - Dracula (Episodul: "A Whiff of Sulfur") de Daniel Knauf
  - Hannibal (Episodul: "Apéritif") de Bryan Fuller
  - The Returned (Episodul: "The Horde") de Frédéric Adda și Fabrice Gobert
- 2014: The Babadook de  Jennifer Kent[6]
  - American Horror Story: Coven (Episodul: "The Magical Delights of Stevie Nicks") de James Wong
  - Doctor Who (Episodul: "Listen") de Steven Moffat
  - Penny Dreadful (Episodul: "Séance") de John Logan
  - The Walking Dead (Episodul: "The Grove") de Scott M. Gimple
- 2015: It Follows de  David Robert Mitchell[4]
  - Crimson Peak de  Guillermo del Toro și Matthew Robbins
  - Penny Dreadful (Episodul: "And Hell Itself My Only Foe") by John Logan
  - Penny Dreadful (Episodul: "The Nightcomers") de John Logan
  - What We Do in the Shadows de  Jemaine Clement și Taika Waititi
- 2016: The Witch de  Robert Eggers[7]
  - 10 Cloverfield Lane de  Josh Campbell, Damien Chazelle și Matthew Stuecken
  - Penny Dreadful (Episodul: "A Blade of Grass") de John Logan
  - Stranger Things (Episodul: "Chapter One: The Vanishing of Will Byers") de Matt Duffer și Ross Duffer
  - Stranger Things (Episodul: "Chapter Eight: The Upside Down") de Matt Duffer și Ross Duffer